# Campionato africano femminile di pallavolo 2023
Il Campionato africano femminile di pallavolo 2023 si è svolto dal 16 al 24 agosto 2023 a Yaoundé, in Camerun: al torneo hanno partecipato dodici squadre nazionali africane e la vittoria finale è andata per la decima volta al Kenya.

## Impianti
|                                                                          |                                                              |  |
|                                                                          |                                                              |  |
| Palazzo dello Sport Città: Yaoundé Capienza: 5 200 Anno d'apertura: 2009 | Salle Mfandena Città: Yaoundé Capienza: - Anno d'apertura: - |  |

## Regolamento

### Formula
La formula ha previsto:
- Fase a gironi, disputata con girone all'italiana: le prime quattro classificate di ogni girone hanno acceduto ai quarti di finale della fase finale per il primo posto, mentre le ultime due classificate di ogni girone hanno acceduto alle semifinali della fase finale per il nono posto.
- Fase finale, disputata con:
  - Fase finale per il primo posto, giocata con quarti di finale, semifinali, finale per il terzo posto e finale; le sconfitte ai quarti di finale per il primo posto hanno acceduto alle semifinali per il quinto posto.
  - Fase finale per il quinto posto, giocata con semifinali, finale per il settimo posto e finale per il quinto posto.
  - Fase finale per il nono posto, giocata con semifinali, finale per l'undicesimo posto e finale per il nono posto.

### Criteri di classifica
Se il risultato finale è stato di 3-0 o 3-1 sono stati assegnati 3 punti alla squadra vincente e 0 a quella sconfitta, se il risultato finale è stato di 3-2 sono stati assegnati 2 punti alla squadra vincente e 1 a quella sconfitta.
L'ordine del posizionamento in classifica è stato definito in base a:
- Numero di partite vinte;
- Punti;
- Ratio dei set vinti/persi;
- Ratio dei punti realizzati/subiti;
- Risultati degli scontri diretti.

## Squadre partecipanti
| Squadra      | Qualificazione      | Ultima partecipazione |
| ------------ | ------------------- | --------------------- |
| Algeria      | -                   | Egitto 2019           |
| Burkina Faso | -                   | Debutto               |
| Burundi      | -                   | Ruanda 2021           |
| Camerun      | -                   | Ruanda 2021           |
| Egitto       | -                   | Egitto 2019           |
| Kenya        | Paese organizzatore | Ruanda 2021           |
| Lesotho      | -                   | Debutto               |
| Mali         | -                   | Debutto               |
| Marocco      | -                   | Ruanda 2021           |
| Nigeria      | -                   | Ruanda 2021           |
| Ruanda       | -                   | Ruanda 2021           |
| Uganda       | -                   | Kenya 2007            |

## Torneo

### Fase a gironi
I gironi sono stati sorteggiati il 16 agosto 2023.
| Girone A | Girone B     |
| -------- | ------------ |
| Algeria  | Burkina Faso |
| Burundi  | Kenya        |
| Camerun  | Lesotho      |
| Egitto   | Marocco      |
| Mali     | Ruanda       |
| Nigeria  | Uganda       |

#### Girone A

##### Risultati
| 16 agosto 2023 Salle Mfandena, Yaoundé Durata: 1h:09 - Spettatori: ?      | Nigeria | 3 - 0 | Mali    | 25-18, 25-14, 25-20              |
| 16 agosto 2023 Salle Mfandena, Yaoundé Durata: 1h:06 - Spettatori: ?      | Egitto  | 3 - 0 | Algeria | 25-18, 25-13, 25-22              |
| 16 agosto 2023 Palazzo dello Sport, Yaoundé Durata: 0h:51 - Spettatori: ? | Camerun | 3 - 0 | Burundi | 25-2, 25-8, 25-12                |
| 17 agosto 2023 Salle Mfandena, Yaoundé Durata: 0h:51 - Spettatori: ?      | Mali    | 0 - 3 | Egitto  | 10-25, 9-25, 6-25                |
| 17 agosto 2023 Salle Mfandena, Yaoundé Durata: 0h:53 - Spettatori: ?      | Burundi | 0 - 3 | Algeria | 6-25, 13-25, 11-25               |
| 17 agosto 2023 Palazzo dello Sport, Yaoundé Durata: 1h:09 - Spettatori: ? | Camerun | 3 - 0 | Nigeria | 25-17, 25-13, 25-18              |
| 18 agosto 2023 Palazzo dello Sport, Yaoundé Durata: 0h:54 - Spettatori: ? | Nigeria | 3 - 0 | Burundi | 25-17, 25-14, 25-9               |
| 18 agosto 2023 Palazzo dello Sport, Yaoundé Durata: 0h:49 - Spettatori: ? | Algeria | 3 - 0 | Mali    | 25-10, 25-7, 25-12               |
| 18 agosto 2023 Palazzo dello Sport, Yaoundé Durata: 1h:46 - Spettatori: ? | Egitto  | 3 - 1 | Camerun | 25-16, 25-19, 21-25, 25-16       |
| 19 agosto 2023 Palazzo dello Sport, Yaoundé Durata: 1h:06 - Spettatori: ? | Mali    | 3 - 0 | Burundi | 25-19, 25-21, 25-20              |
| 19 agosto 2023 Salle Mfandena, Yaoundé Durata: 1h:08 - Spettatori: ?      | Nigeria | 0 - 3 | Egitto  | 14-25, 17-25, 20-25              |
| 19 agosto 2023 Palazzo dello Sport, Yaoundé Durata: 1h:17 - Spettatori: ? | Camerun | 3 - 0 | Algeria | 25-21, 30-28, 25-18              |
| 20 agosto 2023 Salle Mfandena, Yaoundé Durata: 1h:52 - Spettatori: ?      | Algeria | 3 - 2 | Nigeria | 25-16, 25-18, 23-25, 24-26, 15-6 |
| 20 agosto 2023 Palazzo dello Sport, Yaoundé Durata: 0h:50 - Spettatori: ? | Burundi | 0 - 3 | Egitto  | 2-25, 4-25, 13-25                |
| 20 agosto 2023 Palazzo dello Sport, Yaoundé Durata: 0h:50 - Spettatori: ? | Mali    | 0 - 3 | Camerun | 9-25, 11-25, 11-25               |

##### Classifica
| Pos. | Squadra | Pt | G | V | P | SV | SP | Ratio  | PF  | PS  | Ratio |
| ---- | ------- | -- | - | - | - | -- | -- | ------ | --- | --- | ----- |
| 1.   | Egitto  | 15 | 5 | 5 | 0 | 15 | 1  | 15,000 | 396 | 224 | 1,767 |
| 2.   | Camerun | 12 | 5 | 4 | 1 | 13 | 3  | 4,333  | 381 | 264 | 1,443 |
| 3.   | Algeria | 8  | 5 | 3 | 2 | 9  | 8  | 1,125  | 382 | 305 | 1,252 |
| 4.   | Nigeria | 7  | 5 | 2 | 3 | 8  | 9  | 0,888  | 340 | 354 | 0,960 |
| 5.   | Mali    | 3  | 5 | 1 | 4 | 3  | 12 | 0,250  | 212 | 360 | 0,588 |
| 6.   | Burundi | 0  | 5 | 0 | 5 | 0  | 15 | 0,000  | 171 | 375 | 0,456 |

      Qualificata ai quarti di finale per il primo posto.
      Qualificata alle semifinali per il nono posto.

#### Girone B

##### Risultati
| 16 agosto 2023 Salle Mfandena, Yaoundé Durata: 1h:01 - Spettatori: ?      | Marocco      | 3 - 0 | Burkina Faso | 25-18, 25-11, 25-7                |
| 16 agosto 2023 Salle Mfandena, Yaoundé Durata: 1h:12 - Spettatori: ?      | Kenya        | 3 - 0 | Ruanda       | 25-16, 25-20, 25-17               |
| 16 agosto 2023 Salle Mfandena, Yaoundé Durata: 0h:52 - Spettatori: ?      | Uganda       | 3 - 0 | Lesotho      | 25-10, 25-5, 25-10                |
| 17 agosto 2023 Palazzo dello Sport, Yaoundé Durata: 0h:47 - Spettatori: ? | Lesotho      | 0 - 3 | Ruanda       | 4-25, 11-25, 7-25                 |
| 17 agosto 2023 Palazzo dello Sport, Yaoundé Durata: 0h:54 - Spettatori: ? | Burkina Faso | 0 - 3 | Kenya        | 10-25, 9-25, 10-25                |
| 17 agosto 2023 Palazzo dello Sport, Yaoundé Durata: 2h:04 - Spettatori: ? | Uganda       | 3 - 2 | Marocco      | 25-15, 26-28, 17-25, 25-16, 15-11 |
| 18 agosto 2023 Salle Mfandena, Yaoundé Durata: 0h:55 - Spettatori: ?      | Ruanda       | 3 - 0 | Burkina Faso | 25-8, 25-7, 25-14                 |
| 18 agosto 2023 Salle Mfandena, Yaoundé Durata: 1h:02 - Spettatori: ?      | Kenya        | 3 - 0 | Uganda       | 25-14, 25-16, 25-14               |
| 18 agosto 2023 Palazzo dello Sport, Yaoundé Durata: 0h:59 - Spettatori: ? | Marocco      | 3 - 0 | Lesotho      | 25-10, 25-11, 25-11               |
| 19 agosto 2023 Salle Mfandena, Yaoundé Durata: 1h:12 - Spettatori: ?      | Lesotho      | 0 - 3 | Burkina Faso | 17-25, 18-25, 19-25               |
| 19 agosto 2023 Palazzo dello Sport, Yaoundé Durata: 1h:12 - Spettatori: ? | Uganda       | 0 - 3 | Ruanda       | 20-25, 17-25, 21-25               |
| 19 agosto 2023 Palazzo dello Sport, Yaoundé Durata: 1h:38 - Spettatori: ? | Marocco      | 1 - 3 | Kenya        | 16-25, 23-25, 25-22, 14-25        |
| 20 agosto 2023 Salle Mfandena, Yaoundé Durata: 2h:07 - Spettatori: ?      | Ruanda       | 2 - 3 | Marocco      | 18-25, 25-19, 25-22, 26-28, 9-15  |
| 20 agosto 2023 Palazzo dello Sport, Yaoundé Durata: 1h:01 - Spettatori: ? | Burkina Faso | 0 - 3 | Uganda       | 14-25, 12-25, 18-25               |
| 20 agosto 2023 Palazzo dello Sport, Yaoundé Durata: 0h:59 - Spettatori: ? | Kenya        | 3 - 0 | Lesotho      | 25-5, 25-8, 25-13                 |

##### Classifica
| Pos. | Squadra      | Pt | G | V | P | SV | SP | Ratio  | PF  | PS  | Ratio |
| ---- | ------------ | -- | - | - | - | -- | -- | ------ | --- | --- | ----- |
| 1.   | Kenya        | 15 | 5 | 5 | 0 | 15 | 1  | 15,000 | 397 | 230 | 1,726 |
| 2.   | Ruanda       | 10 | 5 | 3 | 2 | 11 | 6  | 1,833  | 381 | 293 | 1,300 |
| 3.   | Marocco      | 9  | 5 | 3 | 2 | 12 | 8  | 1,500  | 432 | 376 | 1,148 |
| 4.   | Uganda       | 8  | 5 | 3 | 2 | 9  | 8  | 1,125  | 360 | 314 | 1,146 |
| 5.   | Burkina Faso | 3  | 5 | 1 | 4 | 3  | 12 | 0,250  | 213 | 354 | 0,601 |
| 6.   | Lesotho      | 0  | 5 | 0 | 5 | 0  | 15 | 0,000  | 159 | 375 | 0,424 |

      Qualificata ai quarti di finale per il primo posto.
      Qualificata alle semifinali per il nono posto.

### Fase finale

#### Finale 1º e 3º posto
|  | Quarti di finale | Quarti di finale | Quarti di finale |         |    | Semifinali | Semifinali | Semifinali |    |                 | Finale          | Finale          | Finale |  |
|  |                  |                  |                  |         |    |            |            |            |    |                 |                 |                 |        |  |
|  | 1A               | Egitto           | 3                |         |    |            |            |            |    |                 |                 |                 |        |  |
|  | 1A               | Egitto           | 3                |         |    |            |            |            |    |                 |                 |                 |        |  |
|  | 4B               | Uganda           | 0                |         |    |            |            |            |    |                 |                 |                 |        |  |
|  | 4B               | Uganda           | 0                |         | 1A | Egitto     | 3          |            |    |                 |                 |                 |        |  |
|  |                  |                  |                  |         | 1A | Egitto     | 3          |            |    |                 |                 |                 |        |  |
|  |                  |                  | 2B               | Ruanda  | 0  |            |            |            |    |                 |                 |                 |        |  |
|  | 2B               | Ruanda           | 2B               | Ruanda  | 0  | 3          |            |            |    |                 |                 |                 |        |  |
|  | 2B               | Ruanda           |                  |         |    |            |            |            |    |                 |                 |                 |        |  |
|  | 3A               | Algeria          | 2                |         |    |            |            |            |    |                 |                 |                 |        |  |
|  | 3A               | Algeria          | 2                |         | 1A | Egitto     | 0          |            |    |                 |                 |                 |        |  |
|  |                  |                  |                  |         |    |            |            |            |    |                 |                 |                 |        |  |
|  |                  |                  | 1B               | Kenya   | 3  |            |            |            |    |                 |                 |                 |        |  |
|  | 1B               | Kenya            | 1B               | Kenya   | 3  | 3          |            |            |    |                 |                 |                 |        |  |
|  | 1B               | Kenya            |                  |         |    | 3          |            |            |    |                 |                 |                 |        |  |
|  | 4A               | Nigeria          | 0                |         |    |            |            |            |    |                 |                 |                 |        |  |
|  | 4A               | Nigeria          | 0                |         | 1B | Kenya      | 3          |            |    | Finale 3º posto | Finale 3º posto | Finale 3º posto |        |  |
|  |                  |                  |                  |         | 1B | Kenya      | 3          |            |    |                 |                 |                 |        |  |
|  |                  |                  | 2A               | Camerun | 1  |            |            |            |    |                 |                 |                 |        |  |
|  | 2A               | Camerun          | 2A               | Camerun | 1  | 3          |            |            | 2B | Ruanda          | 1               |                 |        |  |
|  | 2A               | Camerun          |                  |         |    |            |            |            | 2B | Ruanda          | 1               |                 |        |  |
|  | 3B               | Marocco          | 0                |         |    | 2A         | Camerun    | 3          |    |                 |                 |                 |        |  |

##### Quarti di finale
| 22 agosto 2023 Palazzo dello Sport, Yaoundé Durata: 1h:07 - Spettatori: ? | Egitto  | 3 - 0 | Uganda  | 25-13, 25-18, 25-11               |
| 22 agosto 2023 Palazzo dello Sport, Yaoundé Durata: 2h:07 - Spettatori: ? | Ruanda  | 3 - 2 | Algeria | 23-25, 15-25, 25-18, 25-23, 16-14 |
| 22 agosto 2023 Palazzo dello Sport, Yaoundé Durata: 1h:04 - Spettatori: ? | Kenya   | 3 - 0 | Nigeria | 25-14, 25-17, 25-11               |
| 22 agosto 2023 Palazzo dello Sport, Yaoundé Durata: 1h:14 - Spettatori: ? | Camerun | 3 - 0 | Marocco | 25-17, 25-23, 25-18               |

##### Semifinali
| 23 agosto 2023 Palazzo dello Sport, Yaoundé Durata: 1h:01 - Spettatori: ? | Egitto | 3 - 0 | Ruanda  | 25-14, 25-11, 25-10        |
| 23 agosto 2023 Palazzo dello Sport, Yaoundé Durata: 1h:40 - Spettatori: ? | Kenya  | 3 - 1 | Camerun | 25-27, 25-14, 25-11, 25-18 |

##### Finale 3º posto
| 24 agosto 2023 Palazzo dello Sport, Yaoundé Durata: 1h:32 - Spettatori: ? | Ruanda | 1 - 3 | Camerun | 25-21, 15-25, 14-25, 15-25 |

##### Finale
| 24 agosto 2023 Palazzo dello Sport, Yaoundé Durata: 1h:20 - Spettatori: ? | Egitto | 0 - 3 | Kenya | 22-25, 20-25, 14-25 |

#### Finale 5º e 7º posto
|  | Semifinali | Semifinali | Semifinali |         |    | Finale 5º posto | Finale 5º posto | Finale 5º posto |  |
|  |            |            |            |         |    |                 |                 |                 |  |
|  | 4B         | Uganda     | 0          |         |    |                 |                 |                 |  |
|  | 4B         | Uganda     | 0          |         |    |                 |                 |                 |  |
|  | 3A         | Algeria    | 3          |         |    |                 |                 |                 |  |
|  | 3A         | Algeria    | 3          |         | 3A | Algeria         | 3               |                 |  |
|  |            |            |            |         | 3A | Algeria         | 3               |                 |  |
|  |            |            | 4A         | Nigeria | 1  |                 |                 |                 |  |
|  | 4A         | Nigeria    | 4A         | Nigeria | 1  | 3               |                 |                 |  |
|  | 4A         | Nigeria    |            |         |    | 3               |                 |                 |  |
|  | 3B         | Marocco    | 0          |         |    | Finale 7º posto | Finale 7º posto | Finale 7º posto |  |
|  | 3B         | Marocco    | 0          |         |    |                 |                 |                 |  |
|  |            |            |            |         |    |                 |                 |                 |  |
|  |            |            |            |         |    | 4B              | Uganda          | 1               |  |
|  |            |            |            |         |    | 4B              | Uganda          | 1               |  |
|  |            |            |            |         |    | 3B              | Marocco         | 3               |  |

##### Semifinali
| 23 agosto 2023 Palazzo dello Sport, Yaoundé Durata: 2h:10 - Spettatori: ? | Uganda  | 0 - 3 | Algeria | 20-25, 23-25, 17-25 |
| 23 agosto 2023 Palazzo dello Sport, Yaoundé Durata: 1h:32 - Spettatori: ? | Nigeria | 3 - 0 | Marocco | 26-24, 25-21, 29-27 |

##### Finale 7º posto
| 24 agosto 2023 Palazzo dello Sport, Yaoundé Durata: 1h:49 - Spettatori: ? | Uganda | 1 - 3 | Marocco | 24-26, 25-27, 26-24, 22-25 |

##### Finale 5º posto
| 24 agosto 2023 Palazzo dello Sport, Yaoundé Durata: 1h:30 - Spettatori: ? | Algeria | 3 - 1 | Nigeria | 25-18, 25-13, 23-25, 25-17 |

#### Finale 9º e 11º posto
|  | Semifinali | Semifinali   | Semifinali |              |    | Finale 9º posto  | Finale 9º posto  | Finale 9º posto  |  |
|  |            |              |            |              |    |                  |                  |                  |  |
|  | 5A         | Mali         | 3          |              |    |                  |                  |                  |  |
|  | 5A         | Mali         | 3          |              |    |                  |                  |                  |  |
|  | 6B         | Lesotho      | 0          |              |    |                  |                  |                  |  |
|  | 6B         | Lesotho      | 0          |              | 5A | Mali             | 3                |                  |  |
|  |            |              |            |              | 5A | Mali             | 3                |                  |  |
|  |            |              | 5B         | Burkina Faso | 0  |                  |                  |                  |  |
|  | 5B         | Burkina Faso | 5B         | Burkina Faso | 0  | 3                |                  |                  |  |
|  | 5B         | Burkina Faso |            |              |    | 3                |                  |                  |  |
|  | 6A         | Burundi      | 0          |              |    | Finale 11º posto | Finale 11º posto | Finale 11º posto |  |
|  | 6A         | Burundi      | 0          |              |    |                  |                  |                  |  |
|  |            |              |            |              |    |                  |                  |                  |  |
|  |            |              |            |              |    | 6B               | Lesotho          | 1                |  |
|  |            |              |            |              |    | 6B               | Lesotho          | 1                |  |
|  |            |              |            |              |    | 6A               | Burundi          | 3                |  |

##### Semifinali
| 22 agosto 2023 Salle Mfandena, Yaoundé Durata: 1h:04 - Spettatori: ? | Mali         | 3 - 0 | Lesotho | 25-13, 25-16, 25-19 |
| 22 agosto 2023 Salle Mfandena, Yaoundé Durata: 1h:00 - Spettatori: ? | Burkina Faso | 3 - 0 | Burundi | 25-16, 25-16, 25-19 |

##### Finale 11º posto
| 23 agosto 2023 Salle Mfandena, Yaoundé Durata: 1h:23 - Spettatori: ? | Lesotho | 1 - 3 | Burundi | 13-25, 25-21, 15-25, 20-25 |

##### Finale 9º posto
| 23 agosto 2023 Salle Mfandena, Yaoundé Durata: 1h:05 - Spettatori: ? | Mali | 3 - 0 | Burkina Faso | 25-18, 25-18, 25-22 |

## Classifica finale
| Pos | Squadra      | Rosa |
| --- | ------------ | --- |
|     | Kenya        | Formazione: 2 Oluoch, 4 Kasaya, 5 Chepchumba, 6 Barasa, 7 Misoki, 8 Atuka, 11 Simiyu, 13 Namutira, 14 Moim, 15 Kaei, 16 Kundu, 17 Magoi, 18 Siangu, 19 Mukuvilani, CT: de Moura                                               |
|     | Egitto       | Formazione: 2 Walid, 4 Meawad, 6 M. Ahmed, 7 Nadim, 8 Hassan, 10 Mohamed, 11 Amin, 13 Abdelmaguid, 15 Elalamy, 17 A. Ahmed, 18 Shawky, 19 Elghobashy, 20 Morsy, 22 Morshedy, CT: Nawar                                        |
|     | Camerun      | Formazione: 1 Fotso, 3 Agnoung, 4 Ambassa, 5 Aboa Mbeza, 6 Fosso, 7 Koulla, 8 Ngatcheu, 10 Bikatal, 11 Olomo, 12 Abdoulkarim, 14 Mimosette, 15 Piata Zessi, 16 Adiana, CT: -                                                  |
| 4.  | Ruanda       | Formazione: 2 Uwiringiyimana, 3 Uwimana, 4 Ndagijimana, 5 Munezero, 7 Nzamukosha, 9 Musabyemaliya, 10 Yankurijé, 11 Uwera, 12 Dusabe, 13 Nishimwe, 14 Musaniwabo, 15 Mukandayisenga, 16 Uwamahoro, 18 Mugwaneza, CT: de Tarso |
| 5.  | Algeria      | Formazione: 1 Amri, 3 Hammouche, 4 Chouf, 5 Benmokhtar, 6 Moulla, 7 Kahina, 8 Bensalem, 10 Djouhri, 11 Abedrrahim, 12 Djouhri, 14 Rabah-Mazari, 15 Soualmi, 17 Brahmi, 18 Achour, CT: Dielloui                                |
| 6.  | Nigeria      | Formazione: 1 Bitrus, 5 Okike, 6 Ukpabi, 7 Amouwu, 8 Achi, 9 Francis, 10 Chukwu, 11 Usman, 12 Ndukauba, 13 Unkwe, 15 Ozabor, 19 Wushilang, CT: Ajayi                                                                          |
| 7.  | Marocco      | Formazione: 1 Yakki, 2 Khlifi-Zriba, 3 Souidi, 4 Trid, 5 Zeroual, 6 Benhamou, 7 Mostafa, 8 Zaoutane, 9 Siad, 11 Codial, 12 Erhart, 14 Lancaster, 16 Ben Khadda, 17 Essaiadi, CT: Dchar                                        |
| 8.  | Uganda       | Formazione: Naume, Umuhoza, Kushemereirwe, Mwamula, Ainembabazi, Amuron, Namala, Alungat, Alungat, Akello, Mbakusiimira, Namyalo, CT: -                                                                                       |
| 9.  | Mali         | Formazione: 1 Sidibé, 2 S. Traoré, 3 Sissoko, 4 Diallo, 5 Mahamane, 6 Doukouré, 7 Oumou, 8 Yirampo, 9 Cissé, 10 Dembélé, 11 Dianka, 12 Yirampo, 13 H. Traoré, 14 Kanté, CT: -                                                 |
| 10. | Burkina Faso | Formazione: 1 A. Ouédraogo, 3 Tiendrébéogo, 4 S. Ouédraogo, 5 Sanou, 6 Kohio, 7 Millogo, 9 Sanou, 10 Cissé, 11 Diallo, 12 Bila, 13 Minougou, CT: -                                                                            |
| 11. | Burundi      | Formazione: 1 A. Igiraneza, 2 Myandagaro, 3 M. Igiraneza, 4 Buntubwimana, 5 Hezagirwa, 6 Mushiranzigo, 7 E. Igiraneza, 8 D. Igiraneza, 9 Akimana, 10 Irakoze, 11 Kaneza, 12 Rone, 13 Uwiteka, 14 Kezakimana, CT: -            |
| 12. | Lesotho      | Formazione: 1 Mokhele, 2 Tofoil, 3 Phantsi, 4 Mareka, 5 Mofolo, 6 Ndaga, 7 Khoanyane, 9 Chapole, 10 Lehloenya, 11 Phamotse, 12 Mapota, 13 Makhate, 15 Magaolane, 17 Koloko, CT: Mabooe                                        |

|  |  |  | Qualificata al campionato mondiale 2025. |

## Premi individuali
| Premio                 | Nome               | Squadra |
| ---------------------- | ------------------ | ------- |
| MVP                    | Sharon Chepchumba  | Kenya   |
| Miglior palleggiatrice | Emmaculate Misoki  | Kenya   |
| Miglior opposto        | Estelle Adiana     | Camerun |
| Miglior schiacciatrice | Mercy Moim         | Kenya   |
| Miglior schiacciatrice | Valentine Munezero | Ruanda  |
| Miglior centrale       | Aya Ahmed          | Egitto  |
| Miglior centrale       | Stéphanie Fotso    | Camerun |
| Miglior libero         | Nada Walid         | Egitto  |